# 大杉隼平
大杉 隼平（おおすぎ しゅんぺい、1982年（昭和57年）8月28日 - ）は、日本の写真家。	日本写真芸術専門学校中退。

## 経歴
東京都生まれ。俳優・大杉漣の長男。
日本写真芸術専門学校を中退後東南アジアへ。2004年からロンドン芸術大学で写真とアートを学ぶ。帰国後、アシスタントを経て、2008年からザッコに所属。
現在、雑誌、テレビ、広告、CDジャケット、宣材写真、カタログなどで活動中。
東日本大震災後、「Leaves Work」を立ち上げ、全国で写真展を開催した。
震災から半年後、1年後の空を集め1つにしたものを岩手県、宮城県、福島県、茨城県に寄贈した。
BSフジの番組『ミ・ラ・イII』では、2004年に大地震と津波を経験したスマトラ島やマオリ島を訪れレポーター役を務めた。
毎年写真展を開催。CP +主催のThe Editors Photo Award ZOOMS JAPAN2020ではパブリックで最多得票を得てパブリック賞を受賞。

## 写真展
- 『Good night and Good Luck』London （2007年）
- 『旅の軌跡』（2008年）
- 『光と影』ギャラリーLE DECO （2009年）
- 『父が見つめる先へ』（2009年）
- 『my dear smile –笑顔のつづき-』（2011年）
- 『SHUMPEI OHSUGI PHOTO EXHIBITION』（2011年）
- 『日常と非日常 私のもとへ帰って、もう一度愛してほしい』東京、神戸（神戸新聞ギャラリー）、福島、札幌（紀伊國屋書店）（2012年）
- 『佐村河内守交響曲第1番《HIROSHIMA》の世界展』 東京ミッドタウン （2013年8月17日 - 25日）
- 「a second after」神宮前 （2018年）
- 「wherever -揺れゆく時の中で-」原宿、徳島 （2019年）
- 伊勢丹メンズ館ART UP 「scenes in mind」（2020年）

## 受賞歴
- 2020年 - The Editors Photo Award ZOOMS JAPAN2020 パブリック賞

## メディア出演

### テレビ番組
- 踊る!さんま御殿!!（2025年7月8日、日本テレビ系列）[6][7]